# Hermetische kabbala

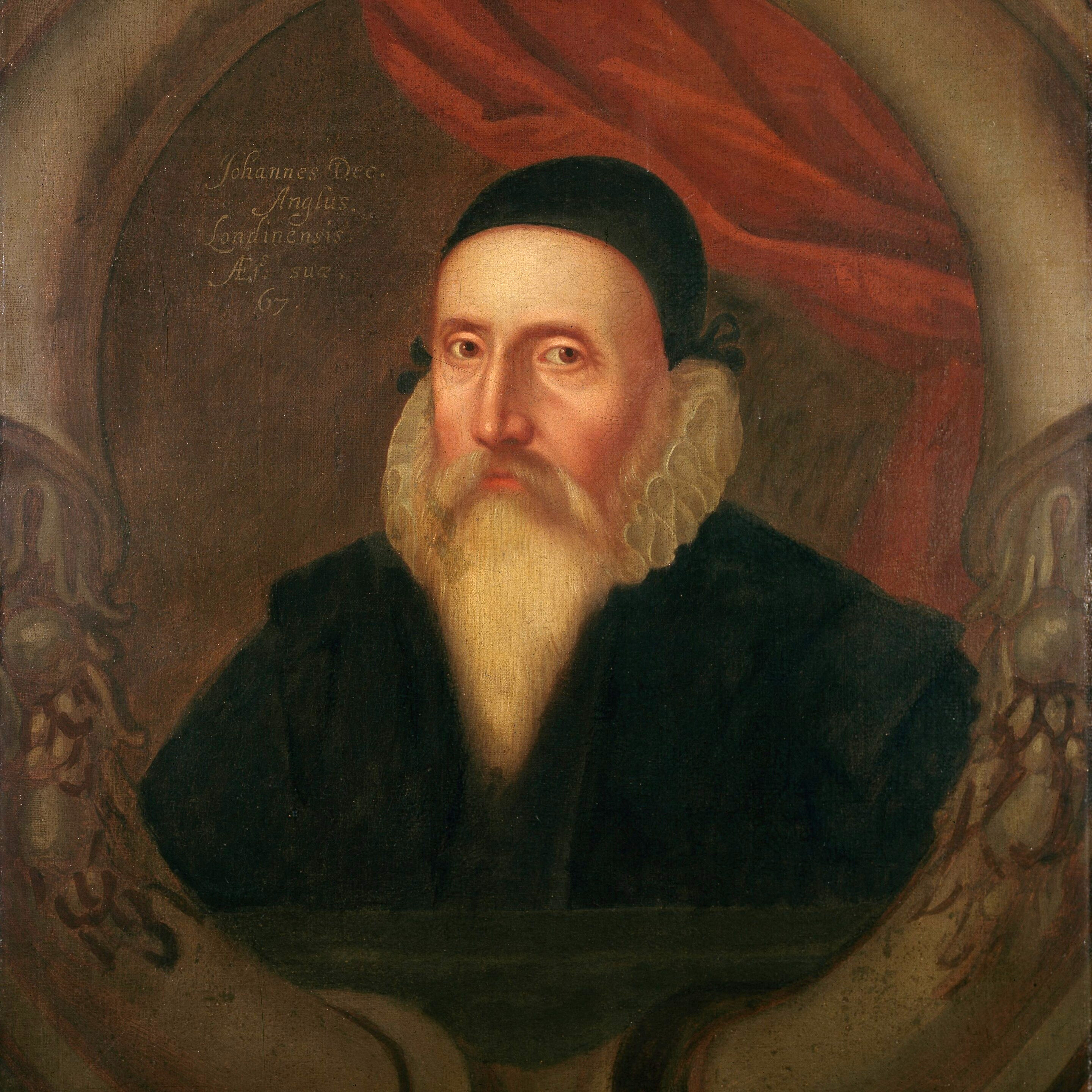
John Dee

De hermetische kabbala (of in het Engels Qabalah geschreven) is een westerse, niet-joodse esoterische en mystieke traditie. Voor magische genootschappen zoals de Golden Dawn en de Rozenkruisers vormt zij de filosofische basis. De hermetische kabbala kan beschouwd worden als een voorloper van de New Age en wicca-bewegingen. Hermetische kabbala valt te onderscheiden van joodse kabbala en christelijke kabbala. Zij verschilt vooral daarin van de joodse, dat het een amalgaam is van veel verschillende, soms tegenstrijdige invloeden, maar toch deelt het heel wat concepten met de joodse kabbala.
De hermetische kabbala put uit een groot aantal bronnen, waaronder de joodse kabbala, westerse astrologie, alchemie, heidense religies (in het bijzonder Egyptische, Griekse en Romeinse riten), neoplatonisme, Rozenkruisers, gnosticisme, vrijmetselarij en tantra. Bij tarot was deze school bepalend voor de occulte interpretatie van de kaarten, die door "The Hermetic Order of the Golden Dawn" werd uitgewerkt.

## Verschillende tradities
Er zijn verschillende kabbalatradities: de traditionele kabbala, de christelijke kabbala en de hermetische kabbala.
De christelijke kabbala is het product van het Italiaanse renaissancedenken dat elementen uit de joodse kabbala en uit de hermetische mysteriën met elkaar vermengde. Zo kwam Cosimo de Medici, stichter van een Platoonse academie en een gepassioneerd verzamelaar van manuscripten, in 1490 in bezit van het Griekse manuscript van de Hermetica van Hermes Trismegistus. Hij was zo overtuigd van de waarde van dit document dat hij Marsilio Ficino de opdracht gaf om het te vertalen. De Hermetica was van grote invloed op de zogenaamde 'christelijke kabbala' zoals die aan de Medici Academie werd onderwezen. Giovanni Pico della Mirandola vertaalde de belangrijkste kabbalistische teksten en gaf zelf de aanzet tot speculaties over god waarbij hij eigen 'kabbalistische' inzichten en magie aanwendde. In 1492 werden de joden uit Spanje verdreven en veel joodse geleerden vestigden zich in Italië, dat door het werk van Pico al vertrouwd was met hun teksten. Eind 15e eeuw was de christelijke kabbala ook een vehikel geworden in handen van katholieke theologen die er een intellectuele hergeboorte van het geloof mee wilden bewerkstelligen.
Dr. John Dee (1537-1608), de Elizabethaanse filosoof, ontwikkelde samen met Edward Kelly het systeem van de "Enochiaanse magie", dat later, in de 19e eeuw zou worden uitgebreid door MacGregor Mathers. Hij deelde de ideeën van Pico della Mirandola en Agrippa en produceerde twee voor de geschiedenis van het occultisme belangrijke werken. het eerste, Monas Hieroglyphica, leverde het materiaal voor de ideeën van Johann Valentin Andreae, auteur van minstens een allegorie van de Rozenkruisers. Op Andreae's werk bouwde de Golden Dawn in de 19e eeuw dan weer verder. Het tweede werk van Dr. John Dee, "A True and Faithful Relation" werd later door Mathers van The Order of The Golden Dawn enorm uitgebreid (hij ging zelfs zo ver, dat hij een eigen 'Enochiaans schaakbord' maakte).

## Het concept van Goddelijkheid
De aard van de Goddelijkheid is een van de centrale thema's waarmee de hermetische kabbala zich bezighoudt. Haar opvatting hierover verschilt erg van die van monotheïstische godsdiensten. Zo is er in de hermetische kabbala geen sprake van een strikte scheiding tussen god en mens. Haar idee van het ontstaan van het materiële universum uit emanaties van een godheid leunt sterk aan bij het neoplatonisme. Deze emanaties ontstaan uit drie toestanden die geacht worden de schepping vooraf te gaan. De eerste, een toestand van volledig nietszijn is gekend als "Ain"; de tweede, "Ain Suph" (onbegrensdheid) wordt beschouwd als een verdichting, concentratie van Ain; de derde toestand, "Ain Suph Aur" (grenzeloos licht) ontstaat door een 'beweging' van Ain Suph en haar schittering genereert de eerste emanatie van de schepping.

## De sefirot

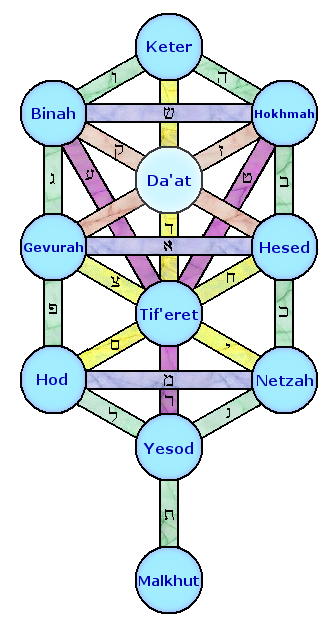
De sefirot in de joodse kabbala.

De emanaties die ontspruiten uit Ain Suph Aur zijn tien in getal en worden sefirot genoemd. Vanuit Ain Suph Aur neemt Kether, de eerste sefira van de kabbalistische levensboom, vorm aan. Kether op zijn beurt emaneert de rest van de sefirot. In totaal zijn er dus 10 sefirot gevormd: Kether (1), Chokhmah (2), Binah (3), Daath, Chesed (4), Geburah (5), Tiphareth (6), Netzach (7), Hod (8), Yesod (9) en Malkuth (10), waarbij Daath als 'De Verborgene' geen nummer krijgt. Elke sefira op zich wordt beschouwd als een knooppunt (nexus) van goddelijke energie die vaak beschreven wordt als "Het goddelijk licht". Dat goddelijk licht stroomt vanuit het niet-manifeste via Kether in het manifeste. Die lichtstroom wordt op de kabbalistische levensboom voorgesteld als een soort bliksemstraal die door alle sefirot gaat in de volgorde van hun ontstaan.
Elke sefira is de nexus van goddelijke energie en elk heeft een aantal kenmerken (attributen), waardoor de kabbalist de aard van de sefira kan begrijpen. Zo heeft de sefira "HOD" de volgende attributen: Glorie, perfecte intelligentie, de tarotkaarten met een 8, de planeet Mercurius, de Egyptische god Thoth, de aartsengel Michael, de Romeinse god Mercurius en het alchemistische element kwikzilver. De kabbalist zal dan mediteren over deze veelheid aan attributen en zodoende een dieper begrip verwerven in de aard van elke sefira.

## Tarot en de Levensboom
Hermetische kabbalisten beschouwen de tarotkaarten als de 'sleutels' tot de Levensboom. De 22 troefkaarten en de Nar worden vaak "de Grote Arcana" of "De Grotere Mysteriën" genoemd, overeenkomend met de 22 letters van het Hebreeuwse alfabet en de 22 paden van de kabbalistische levensboom. De aas tot en met de 10 van een kaart in elke kleur correspondeert met de 10 sefirot in de 4 kabbalistische werelden. De 16 hofkaarten worden op hun beurt dan weer gerelateerd aan de klassieke elementen (vuur, lucht, aarde, water) van de 4 werelden. Terwijl de sefirot de aard van God beschrijven, vormen de paden die hen verbinden voor de kabbalist manieren om God te leren kennen.

## Hermetische Orde van de Golden Dawn
Hermetische kabbala bereikte haar hoogtepunt in de Orde van de Golden Dawn. Deze 19e-eeuwse organisatie hield zich bezig met ceremoniële magie waarbij zij kabbalistische concepten zoals bijvoorbeeld de kabbalistische levensboom en de sefirot versmolt met elementen uit de Egyptische en Griekse godsdienst. Zij breidde het systeem van de engelenmagie van John Dee verder uit en liet ook oosterse concepten (vooral hindoeïstische en boeddhistische) toe. Dit alles binnen de structuur van een esoterische orde, geïnspireerd op de vrijmetselaars en de Rozenkruisers. Aleister Crowley is als lid van de Golden Dawn de belangrijkste, en zeker de bekendste exponent van de hermetische magie (door hem "Magick" gespeld). Veel van de rituelen van de Orde werden door hem gepubliceerd en later in een boek verzameld door Israel Regardie. Crowley is samen met de kunstenares Frieda Harris ook de auteur van een opmerkelijke Thoth tarot, door hem "The Book of Thoth" genoemd, waarin de kaarten een positie op de kabbalistische levensboom krijgen en verbonden worden met letters uit het Hebreeuwse alfabet. In zijn boek "Liber 777" illustreert hij zijn eclectische methode door in een tabel correspondenties te geven voor de tien sferen en de tweeëntwintig paden van de kabbalistische levensboom. Zo correspondeert bij hem Chesed met Jupiter, Isis, de kleur blauw, Poseidon, Brahma en een amethist.

## Na de Golden Dawn
Dion Fortune, een geïnitieerde van Alpha et Omega, schreef The Mystical Qabalah, dat nu als het standaardwerk en de beste introductie over de moderne hermetische kabbala wordt beschouwd.
Pat Zalewski is een van Jack Taylors studenten die zelf weer een student was uit de Nieuw-Zeelandse school van Robert Felkin.
Samael Aun Weor schreef uitvoerig over kabbala in verschillende religies zoals de Egyptische, Heidense en Centraal-Amerikaanse religies. 'The Initiatic Path in the Arcana of Tarot and Kabbalah' is te beschouwen als een samenvatting van zijn werk op dit gebied.